# Domburg
Domburg ist ein niederländisches Seebad mit knapp 1765 Einwohnern an der Nordseeküste. Es liegt auf der Halbinsel Walcheren in der Provinz Zeeland und ist Verwaltungssitz der Gemeinde Veere. Wahrzeichen der Stadt ist der Wasserturm (niederländisch watertoren), der weithin auf  Walcheren zu sehen ist und auch Ortsunkundigen den Weg nach Domburg weist.

## Name
Der Ortsname hat nichts mit einem Dom zu tun. Er wird im Niederländischen mit kurzem o gesprochen und bedeutet für einheimische Ohren „Dummburg“, worauf sich eine volksetymologische Ortserzählung bezieht. Tatsächlich ist die älteste Namensform jedoch Duinburcht – „Dünenburg“, woraus durch Verkürzung und Assimilation der heutige Name entstand.

## Geschichte
Domburg entstand in der Nähe eines alten römischen Tempels, der für die Göttin Nehalennia erbaut wurde. Der Tempel wurde im 3. Jahrhundert überflutet, 1647 jedoch wiederentdeckt.
Domburg erlangte die Stadtrechte im Jahr 1223. Die Stadt bezeichnet sich seit 1834 offiziell als Badeort und ist damit der älteste Badeort in Zeeland, Badetourismus gab es jedoch schon vorher.
Ende des 14. Jahrhunderts entstand in Domburg eine Gemeindekirche, die im scheldegotischen Baustil errichtet wurde und ursprünglich dem Patrozinium von Johannes dem Täufer unterstellt war.
Einen großen Aufschwung als Kurort erfuhr Domburg im Jahr 1886, als der Amsterdamer Arzt und Physiotherapeut Johann Georg Mezger sich in Domburg niederließ (seine Frau stammte aus Middelburg) und hier erfolgreich praktizierte. In den Sommermonaten gehörten nicht nur Angehörige des europäischen Adels, sondern auch Einwohner von Zeeland zu seinen Patienten.

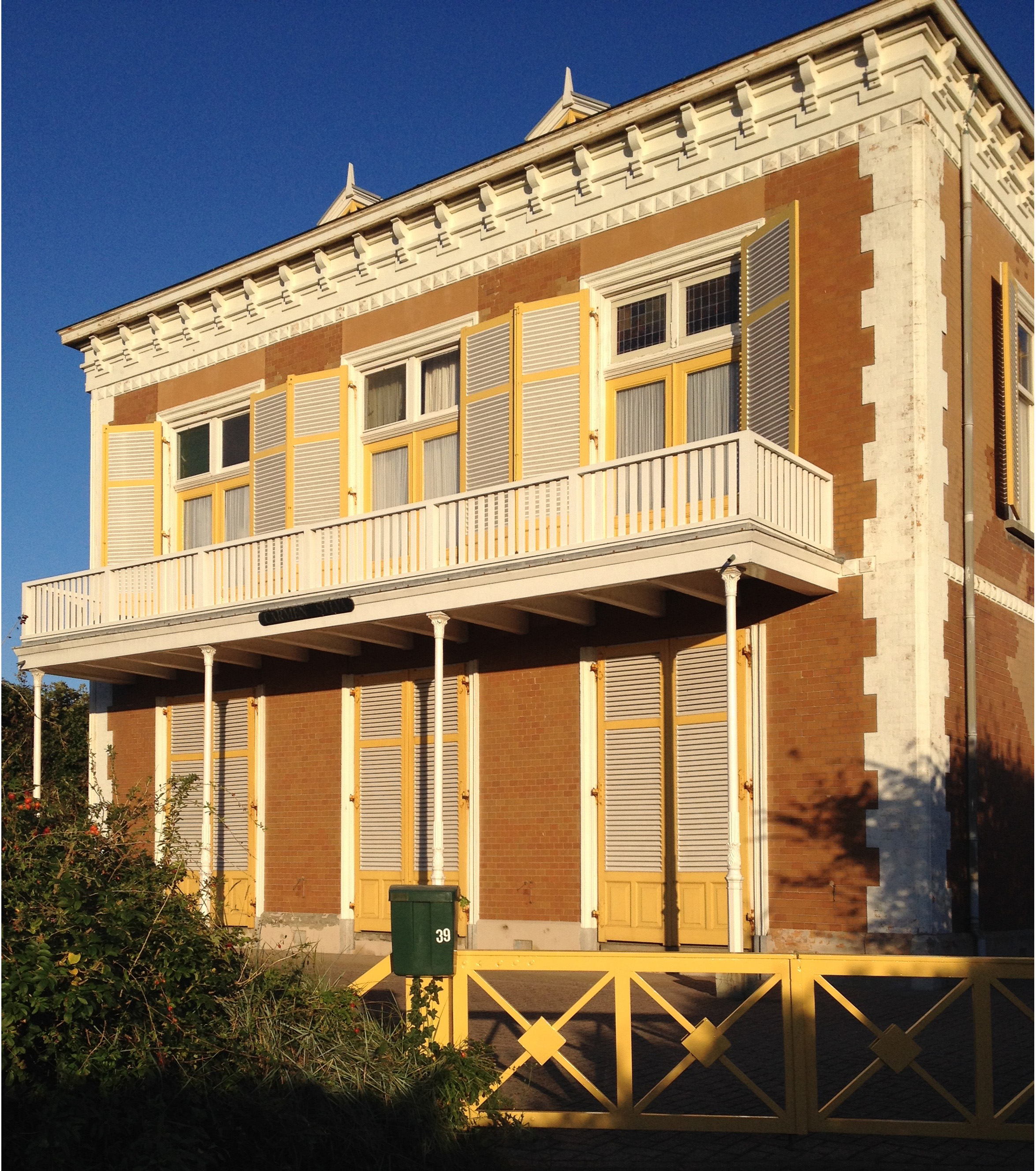
Carmen Sylva, Oktober 2016

Im Jahr 1889 besuchte die Schriftstellerin und rumänische Königin Elisabeth zu Wied Domburg. Sie verweilte häufig in der heute als Rijksmonument geschützten Villa von Carl Erbschloe, die er anschließend nach ihrem Pseudonym Villa „Carmen Sylva“ umbenannte.
Anfang des 20. Jahrhunderts wirkten in Domburg eine Reihe von Künstlern, darunter Piet Mondriaan, Jan Toorop, Jacoba van Heemskerck und Mies Elout-Drabbe (1875–1956). Der Maler Lesser Ury hielt sich die Sommer 1912 und 1913 in dem Seebad auf.
Im Zweiten Weltkrieg wurde Domburg am 17. Mai 1940 von deutschen Truppen besetzt. In den Folgejahren wurde die Küste bei Domburg mit Bunkeranlagen für den Fall einer Landung der Alliierten ausgebaut. Anfang November 1944 wurde Domburg nach mehrtägigem Kampf von Truppen des britischen 41 (Royal Marine) Commando befreit. 500 gefallene britische Soldaten wurden nahe Domburg beigesetzt.

## Kultur und Brauchtum
Ende Juni, beginnend mit dem Freitag nach St. Johannis, findet die Kirmes statt. Dabei schießen die Mitglieder des örtlichen Schützenvereins De Domburgse Gaaischieters auf Eichelhäher, dargestellt durch einfache Holzklötze, die auf je einer Spitze von insgesamt zwei dreizackigen Pfählen gesteckt werden. Der mittlere Block wird dabei in der Regel mit einem Schaubild und einem politischen Kommentar versehen (wie bei den großen Karnevalswagen in z. B. Düsseldorf oder Köln). Geschossen wird mit altertümlichen Gewehren, oftmals Vorderlader, freihändig im Sitzen. Die Wettbewerbe dauern den gesamten Tag. Samstags findet im Rahmen der Kirmes ein Ringreiten statt, bei dem die Reiter im Galopp mit ihrer Lanze einen an einer Schnur aufgehängten Ring aufspießen müssen. Dieser „Bauernsport“ wird auch als „Ringstechen“ bezeichnet und hat seinen Ursprung in Wehrtüchtigkeitswettbewerben kriegsdienstpflichtiger Bauern seit dem Mittelalter.
Jedes Jahr findet im September in Domburg und umliegenden Orten ein Jazz-Festival namens „Jazz by the Sea“ statt.

## Sport
Im Westen Domburgs liegt ein Neun-Loch-Golfplatz des Domburger Golfclubs.
Jedes Jahr findet in der dritten Juli-Woche das traditionelle Tennisturnier des Domburger Tennisclubs LTC Domburg statt. Es wird seit Mitte des 20. Jahrhunderts veranstaltet.

## Natur
Die Dünen des Ortes sind größtenteils Teil des Naturschutzgebietes Manteling, welches das Hinterland im Nordwesten Walcherens gegen den Seewind schützen soll.

## Sehenswürdigkeiten
- Evangelische Pfarrkirche aus dem 14./15. Jahrhundert
- Ehemaliges Rathaus von 1567
- Windmühle „Weltevreden“ von 1817
- Villa Carmen Sylva von 1887
- Badpaviljoen von 1889
- St. Willibrord-Kapelle von 1933
- Wasserturm von 1933
- Marie Tak van Poortvliet Museum von 1994[9]

## Galerie

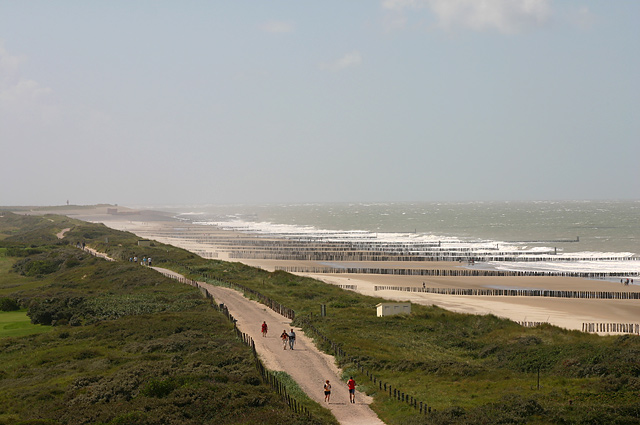
Der Strand bei Domburg mittags …
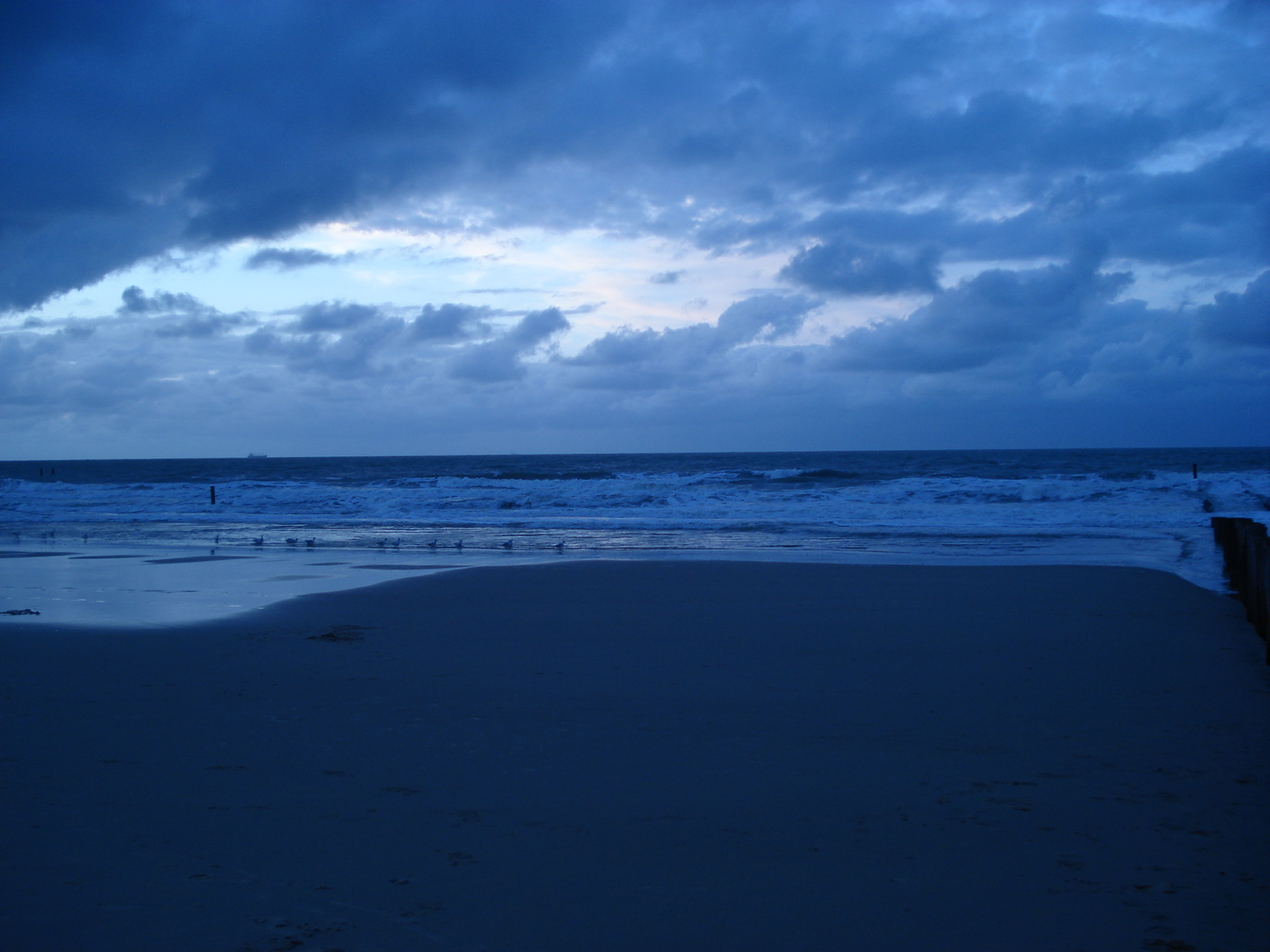
… und abends
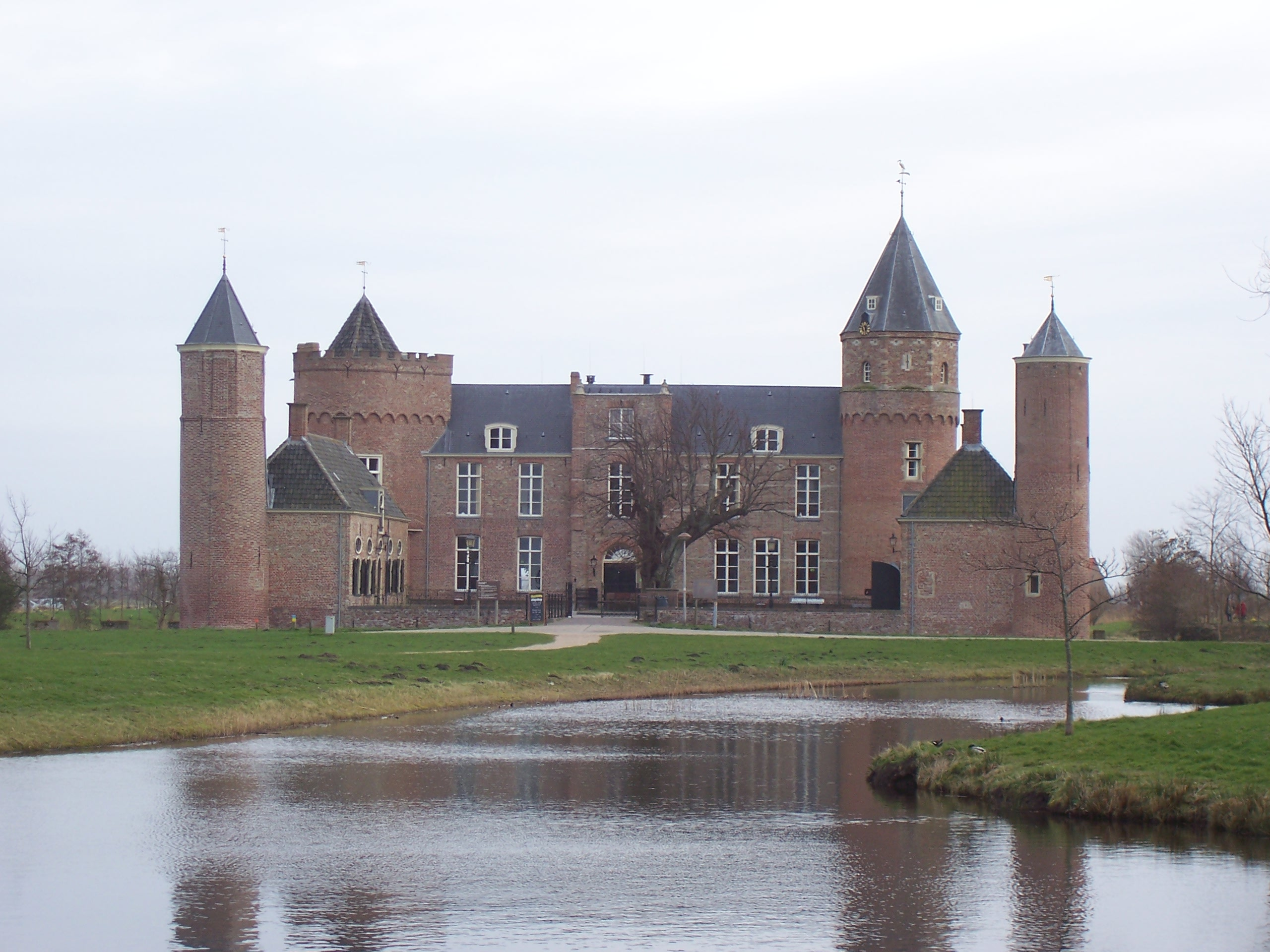
Schloss Westhove
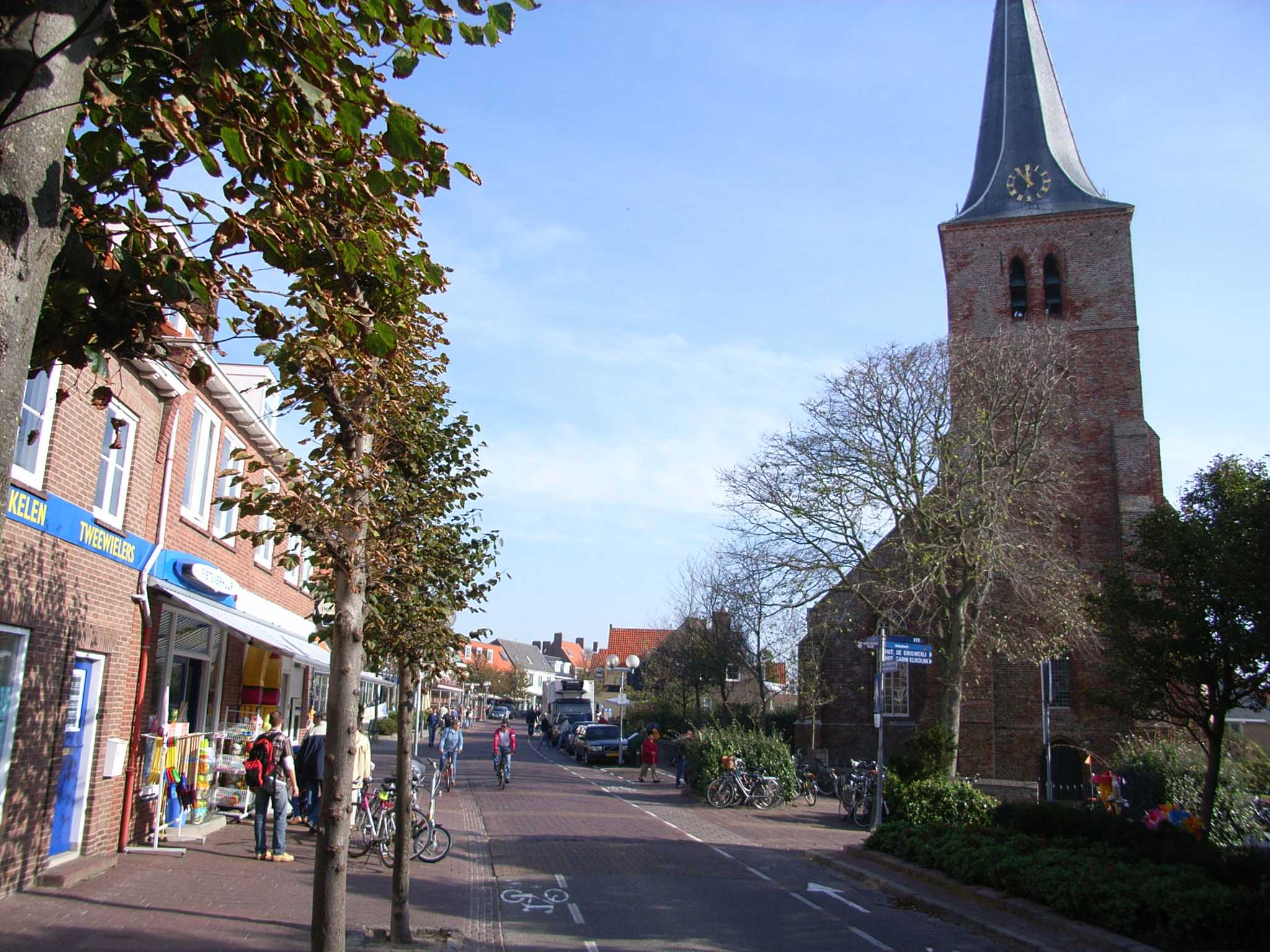
Zentrum mit Pfarrkirche
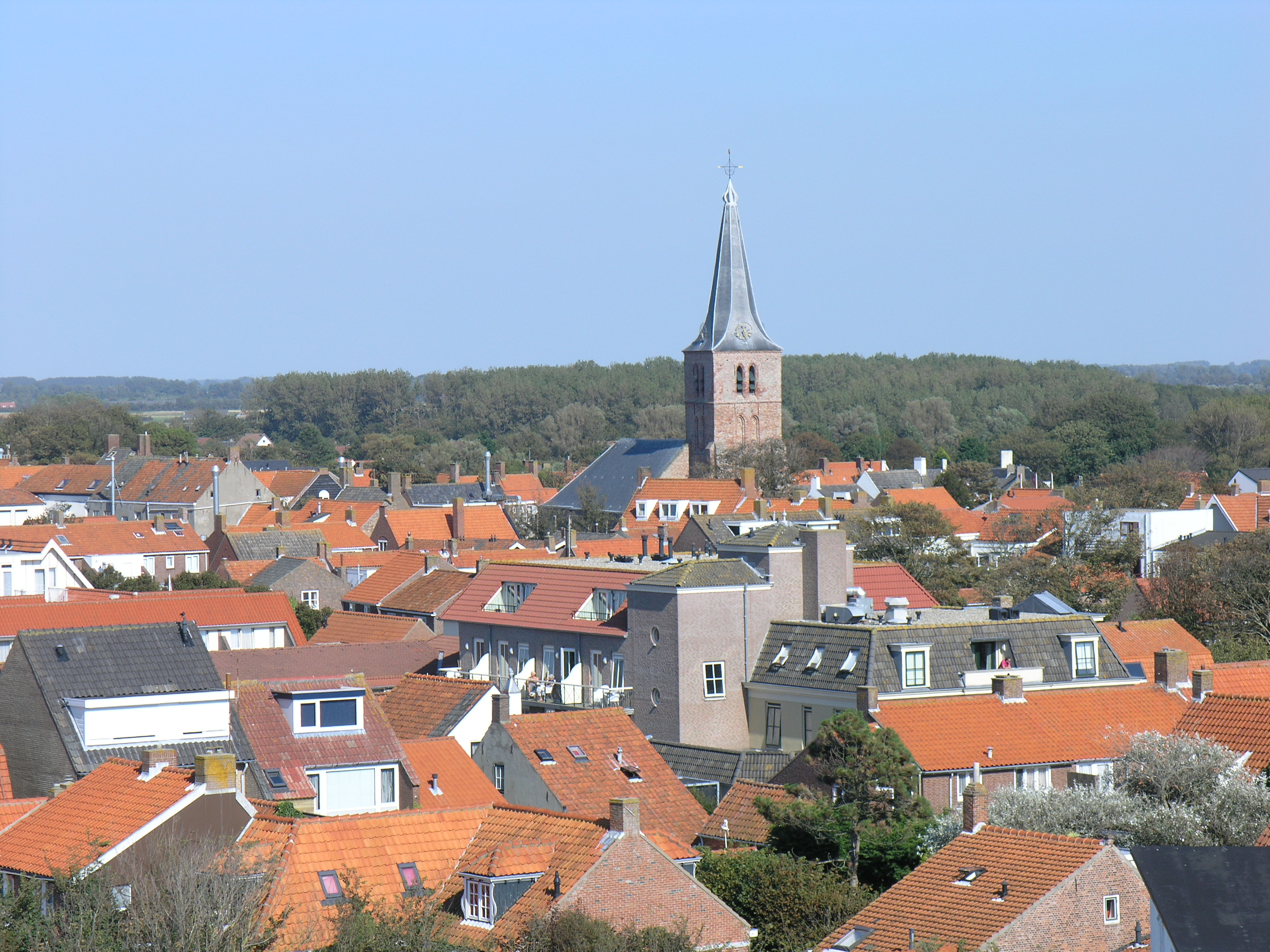
Blick über die Dächer Domburgs
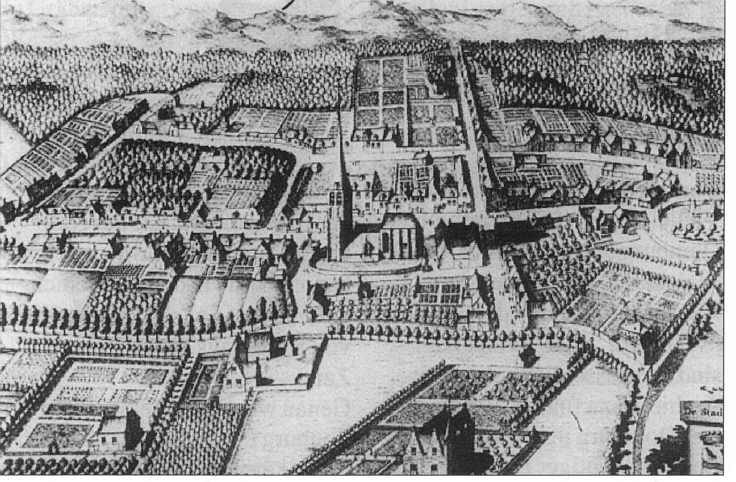
Domburg im 17. Jahrhundert
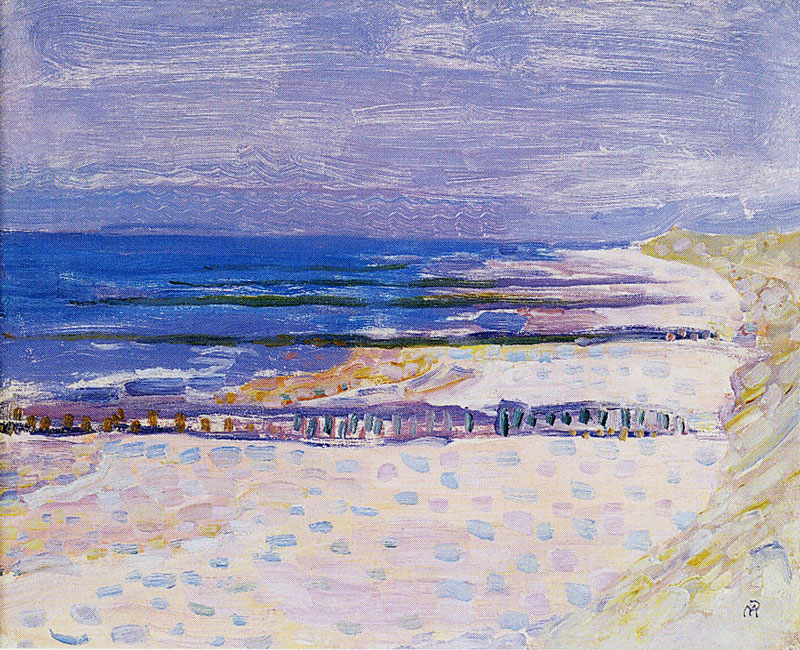
Beach with Five Piers at Domburg, Piet Mondriaan, 1909
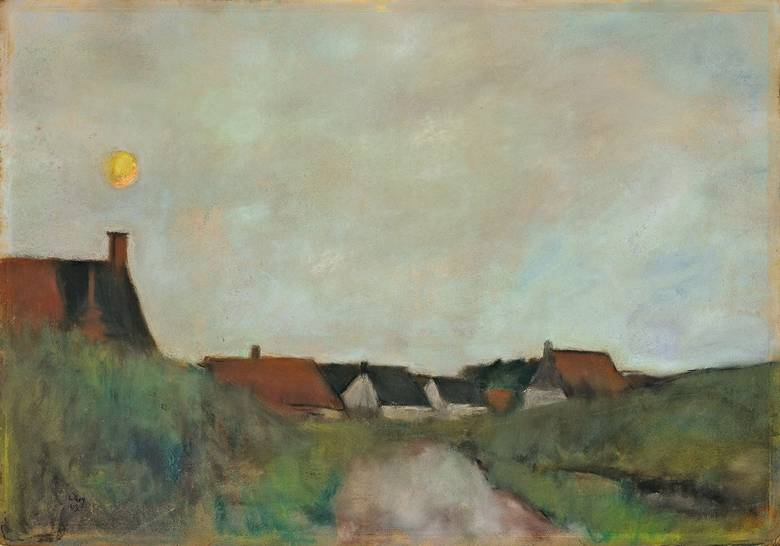
Domburg, Lesser Ury, 1913
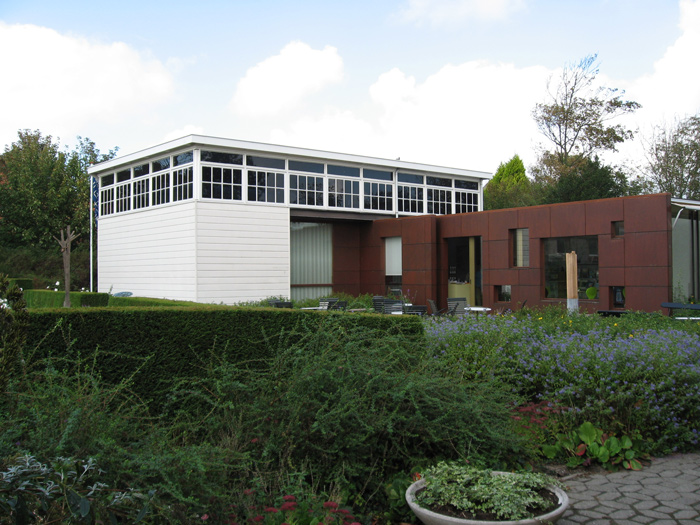
Marie Tak van Poortvliet-Museum